# Islandia en los Juegos Olímpicos de Oslo 1952
Islandia estuvo representada en los Juegos Olímpicos de Oslo 1952 por once deportistas masculinos que compitieron en tres deportes.
El equipo olímpico islandés no obtuvo ninguna medalla en estos Juegos.